# Здунска Воля
Зду̀нска Во̀ля (на полски: Zduńska Wola) е град в Централна Полша, Лодзко войводство. Административен център е на Здунсковолски окръг, както и на селската Здунсковолска община, без да е част от нея. Самият град е обособен в самостоятелна община с площ 24,58 км2.

## География
Градът се намира в историческия регион Великополша. Разположен е на 15 километра източно от Шерадз, на 49 километра югозападно от Лодз и на 32 километра югозападно от Пабянице.

## История
Селището получава градски права през 1825 година. В периода 1975 – 1998 г. е част от Шерадзкото войводство.

## Население
Населението на града възлиза на 42 374 души (2017 г.). Гъстотата е 1724 души/км2.

## Личности
- Свети Максимилиан Мария Колбе – католически светец
- Лазар Люстерник – руски математик
- Ян Янковски – полски актьор и режисьор
- Юстина Майковска – полска певица

## Градове партньори
- Пиетрасанта, Италия
- Валмиера, Латвия
- Зарасай, Литва

## Фотогалерия
- Градският музей
- Училище по електроника „Станислав Сташиц“
- Паметник на Юзеф Пилсудски